# بيت جيل
بيت جيل (بالإنجليزية: Pete Gill)‏ هو طبال بريطاني، ولد في 9 يونيو 1951 في شفيلد في المملكة المتحدة.

## وصلات خارجية
- بيت جيل على موقع ميوزك برينز (الإنجليزية)
- بيت جيل على موقع أول ميوزيك (الإنجليزية)
- بيت جيل على موقع ديسكوغز (الإنجليزية)